# Murowane (hromada)
Murowane – hromada terytorialna w rejonie lwowskim obwodu lwowskiego Ukrainy. Siedzibą hromady jest wieś Murowane.
Hromadę utworzono w ramach reformy decentralizacji.

## Miejscowości hromady
W skład hromady wchodzi 5 miejscowości
- Murowane – centrum hromady
- Hamalijiwka
- Jampol
- Kamienopol
- Sroki Lwowskie